# 넥센타이어
넥센타이어는 대한민국의 타이어 전문 회사이다. 본사는 경상남도 양산시 유산동이며, 중앙연구소(더넥센유니버시티)는 서울시 마곡지구에 위치해 있다. 1942년에 흥아고무를 전신으로 설립된 이후, 1956년에 대한민국 전후 최초로 자동차용 타이어를 생산하였으며, 1973년 원풍산업을 합병하였다. 현재의 사명으로 변경되기 전에는 ‘우성타이어’라는 상호를 사용하였다. 1987년 우성타이어는 프랑스 타이어 업체인 미쉐린과 제휴하면서 합작회사인 미쉐린코리아타이어(주)로 설립되었다. 1991년 프랑스 미쉐린이 관계를 정리하였다. 1992년 일본 OITSU사 기술제휴협약을 맺었다. 1994년 우성산업에서 우성타이어로 변경되었다. 1999년에 사명을 바꾸면서 타이어판매 기업 타이어뱅크와 연계해 소비자 직판망을 갖추면서 급속 성장하기 시작했다. 넥센타이어는 "넥스트 센츄리 타이어(Next Century Tire)"의 약어로, "다음세대를 위한 타이어"의 의미를 지닌 이름이며, 2021년 기준으로 브랜드슬로건은 "We got you"다. 2015년 업계 최초로 타이어렌탈 비즈니스를 도입하였으며, 현재는 직접 고객에게 방문하여 타이어를 교체하는 비대면 타이어 방문장착 서비스인 "NEXT LEVEL GO" 서비스를 운영하고 있다.

## 기업 소개
요약
1942년 흥아고무공업으로 출발하여 1956년 국내 처음으로 자동차용 타이어를 생산하기 시작한 타이어 전문 제조업체
기업 개요
넥센타이어는 승용차, SUV, 경트럭용 타이어를 생산·판매하는 글로벌 타이어 제조사로, 전체 매출의 80% 이상을 해외에서 창출하고 있다. 2019년에는 ‘10억 달러 수출 탑'을 수상했으며, 2024년 기준 매출액은 2조 8,479억 원, 영업이익은 1,721억을 기록했다.
영업 현황
넥센타이어는 본사를 포함해 전 세계 법인에서 약 7,000명의 임직원이 품질 관리와 기술 지원을 수행하고 있다. 2005년 미국 법인 설립을 시작으로, 현재 미국, 캐나다, 유럽, 러시아, 일본, 중국, 호주, 말레이시아, 이집트, 터키 등 11개 해외 법인을 운영하고 있으며, 두바이, 상파울루, 보고타, 리옹, 밀라노, 마드리드, 런던, 프라하, 프랑크푸르트, 바르샤바 등 10개 도시에 지점을 두고 있다. 이를 기반으로 전 세계 150여 개국에서 판매 네트워크를 구축하고 있다.
2012년 처음으로 해외 완성차 제조사에 신차용 타이어(OE)를 공급하며 글로벌 OE 시장에 진출했다. 2016년 포르쉐를 시작으로 메르세데스-벤츠, 아우디, BMW 등 4대 프리미엄 브랜드를 포함해 폭스바겐, 스텔란티스, 크라이슬러, 지프, 피아트, 현대, 기아 등 총 28개 완성차 업체의 118개 차종에 OE 타이어를 공급하고 있다. 또한, 2024년부터 중국 IT 기업 바이두의 자율주행 로보택시 ‘아폴로 RT6’에도 신차용 타이어를 공급하고 있다.
생산 및 제조 인프라
넥센타이어는 한국(양산, 창녕), 중국(칭다오), 유럽(체코 자테츠) 등 글로벌 생산 거점을 운영하며, 전략적 생산 체계를 구축하고 있다. 국내에서는 양산과 창녕 공장이 주요 생산 역할을 담당하고 있으며, 중국 칭다오 공장과 유럽 체코 자테츠 공장은 글로벌 시장 수요 대응을 위한 핵심 생산 기지로 자리 잡고 있다.
첨단 자동화 설비를 갖춘 창녕 공장은 컨베이어벨트, LGV(Laser Guided Vehicle), EMS(Electric Monorail System) 등을 활용해 원자재와 반제품의 이동을 자동화했다. 가장 최근에 건설된 유럽 공장은 자동화 수준을 더욱 향상시키고, ICT 기술을 결합해 실시간 통합 관제가 가능한 스마트 팩토리를 구현했다. 현재도 지속적으로 자동화 및 친환경 설비를 도입하고 있으며, 폼 라인(Foam Line, 차량 주행 시 소음 저감 기술), SWI(Smart Work Inspection, 품질 검사 자동화 시스템), 리텐션 탱크(폐수 저장 탱크)와 함께 배출가스 저감을 위한 CF RTO 및 Cold Plasma 설비를 단계적으로 도입 중이다.

## 역사
넥센타이어는 1942년 설립된 흥아고무공업을 모태로 하며, 한국전쟁 이후 대한민국에서 최초로 자동차 타이어를 생산한 기업이다. 1952년 흥아타이어로 사명을 변경했으며, 1969년 경영난으로 인해 재생타이어 사업부가 흥아타이어공업으로 분리∙매각되었다. 이후 원풍그룹, 국제그룹, 우성그룹을 거치면서 여러 차례 기업 인수·합병을 겪었고, 1994년 우성타이어로 사명을 변경했다. 그러나 1999년 우성타이어가 부도를 맞으면서 당시 흥아타이어공업을 운영하던 강병중 회장이 회사를 인수했다. 이후 2000년 넥센타이어로 사명을 변경하며 현재의 모습을 갖추게 되었다.
1기: 흥아고무공업㈜ ~ 국제그룹 인수
넥센타이어는 1942년 부산 전포동에서 흥아고무공업 주식회사로 설립되었다. 당시 자본금 150만 원과 150여 명의 종업원으로 시작했으며, 초기에는 자전거 타이어와 튜브를 생산했다. 해방 이후 일본인 대표가 도주하면서 종업원들이 공장을 운영하는 자치관리위원회를 조직했다.
미군정 시기에는 부산의 부호 이연재가 회사를 인수하면서 자동차 타이어 시장에 본격적으로 진출했다. 1952년 사명을 흥아타이어 주식회사로 변경했고, 1956년 한국전쟁 이후 국내 최초로 자동차 타이어를 생산하며 미군 극동사령부에 납품을 시작했다. 이후 1960년대에는 국내 시장 점유율을 확대했지만, 1962년 산업은행 관리 체제로 편입되면서 운영이 지속되었고, 1971년 결국 경영난으로 인해 원풍산업 주식회사에 매각되었다.
원풍산업은 1973년 흥아타이어를 인수한 후 사명을 원풍타이어로 변경했다. 1974년 첫해 수출 800만 달러를 달성하며 해외 시장 진출을 본격화했고, 1976년 터키 시장 개척에 성공했다. 이후 중남미와 아프리카로 수출을 확대하며 1977년에는 수출 1,300만 달러를 기록했다. 하지만 무리한 사업 확장으로 인해 경영난이 심화되었고, 1979년 원풍산업이 국제그룹에 인수되면서 원풍타이어도 국제그룹 계열사가 되었다.
국제그룹은 원풍타이어 생산시설 현대화를 위해 2억 5천만 원을 투자하며 경쟁력 강화를 시도했지만, 1985년 그룹 전체가 해체되면서 회사 운영이 불안정해졌다. 결국 1986년 우성건설이 원풍타이어를 인수하면서 회사는 우성타이어로 새롭게 출발했다.
2기: 우성타이어
우성건설은 1986년 원풍타이어를 인수한 뒤 1987년 사명을 우성산업으로 변경하며 타이어 사업을 본격적으로 확대했다. 같은 해 세계적인 타이어 제조사 미쉐린과 합작법인을 설립하며 기술력을 확보하려 했지만, 양측의 영업 방식 차이로 결별했다. 이후 1994년 다시 우성타이어로 사명을 변경했다.
1995년 삼풍백화점 붕괴 사건 등으로 인해 시공사였던 우성건설이 최종 부도 처리되면서, 우성타이어도 경영 위기를 맞이했다. 1996년 법정관리에 들어갔고, 1999년 법정관리 상태에서 국제 인수합병 시장에 매물로 나왔다.
이때 흥아타이어공업 주식회사를 운영하던 강병중 회장이 우성타이어를 인수하며 기업 재건에 나섰다. 당시 인수전에는 미쉐린, 굿이어, 피렐리, 콘티넨탈 등 글로벌 기업들도 참여했지만, 외국계 기업들은 자산만 개별적으로 인수하는 방식을 원했다. 반면 강병중 회장은 기업의 부채와 경영 책임, 고용 승계까지 포함하는 주식 인수 방식을 선택했다. 두 방식의 최종 가격 차이는 10억 원 정도였지만, 강 회장은 기업 전체를 살리는 쪽을 택했다.
우성타이어를 인수한 후 단 3개월 만에 법정관리에서 졸업했고, 1년 만에 경영 정상화와 함께 흑자 전환을 이루었다. 당시 유로화 약세와 달러화 강세를 활용해 유럽 수출 물량을 조정하고, 북미를 포함한 달러 시장을 적극적으로 공략한 전략이 주효했다.
3기: 넥센타이어
2000년 우성타이어는 사명을 넥센타이어로 변경하며 새로운 도약을 시작했다. 넥센은 새로운 시대를 향한 비전을 담아 만들어진 명칭으로, 이후 글로벌 시장 확장을 가속화하며 2005년 미국 법인을 설립했다. 2006년에는 중국 법인을 세우며 아시아 시장 공략을 본격화했고, 2012년에는 창녕 신공장을 가동하며 생산 역량을 강화했다.
2018년에는 독일 켈크하임에 유럽 연구개발 센터를 신축했고, 2019년에는 마곡 중앙연구소를 준공하며 연구개발 역량을 확대했다. 같은 해 체코 자테츠 공장의 1단계 가동을 시작했으며, 2024년에는 유럽 공장 2단계 증설을 완료하며 글로벌 생산 네트워크를 더욱 확대했다.
넥센타이어는 분리된 사업부가 모기업을 다시 인수하여 성공한 사례로, 한국 인수·합병 역사에서 대표적인 기업 재건 사례로 평가된다.

## 주요 연혁
- 1942.06 흥아고무공업㈜ 설립
- 1952.03 흥아타이어㈜ 사명변경
- 1956.06 한국전쟁 전후 국내 최초의 자동차용 타이어 생산
- 1969     흥아타이어㈜ 재생타이어 사업부 매각(흥아타이어공업㈜로 성장)
- 1973.05 원풍산업, 흥아타이어㈜ 경영권 인수 후 원풍사업㈜으로 사명 변경
- 1976.05 원풍산업, 한국증권거래소 주식상장
- 1979.08 국제그룹, 원풍산업 경영권 인수
- 1984	 한국 양산 공장 착공
- 1986.02 우성그룹, 원풍산업 경영권 인수
- 1987.06 미쉐린코리아타이어㈜합작법인 (1991년 6월 합작 종료)
- 1992.12 국내 최초 V형 로테이션(1방향) 타이어 개발
- 1994.03 우성타이어㈜로 사명 변경
- 1995.11 1억불 수출의 탑 수상
- 1999.03 흥아타이어공업㈜(현 ㈜넥센), 우성타이어 경영권 인수
- 2000.02 넥센타이어㈜로 사명변경, CI선포식 개최
- 2004.07 양산 제2공장 가동시작
- 2005.06 넥센타이어 미국 판매법인 설립(NEXEN TIRE America, Inc.)
- 2005.11 무역의 날 2억불 수출의 탑 수상
- 2006.01 넥센타이어 중국 법인 '청도 넥센 윤태 유한공사' 설립
- 2006.05 넥센타이어 중국 칭다오공장 기공
- 2006.11 무역의 날 3억불 수출의 탑 수상
- 2007.10 세계 최초 20시리즈 UHP타이어 상용화
- 2007.11 무역의 날 4억불 수출의 탑 수상
- 2008.01 중국 칭다오공장 가동
- 2008.03 유럽판매법인 설립 (NEXENTIRE EUROPE GMBH)
- 2008.10 세계 최초 15시리즈 UHP타이어 개발
- 2010.06 경남 창녕공장 기공
- 2010.11 무역의 날 5억불 수출의 탑 수상
- 2012.01 상해 법인 설립
- 2012.03 경남 창녕공장 가동
- 2012.12 무역의 날 7억불 수출의 탑 수상
- 2013.03 경남 창녕공장 2차 증설 착수
- 2015.10 넥센타이어 유럽 공장 기공
- 2016.11 일본법인 설립(NEXEN TIRE Japan Inc.)
- 2016.12 제 53회 무역의 날 '8억불 수출탑' 수상
- 2018.09 유럽연구소(NETC) 신축 및 확대개편
- 2018.12 미국연구소(NATC) 신축 및 확대개편
- 2018.12 제 55회 무역의 날 '9억불 수출탑' 수상
- 2019.04 유럽 공장(체코 자테츠) 가동
- 2019.04 넥센중앙연구소 'THE NEXEN univer CITY'준공
- 2019.08 유럽 공장 준공 및 가동
- 2019.12 제 56회 무역의 날 '10억불 수출탑' 수상
- 2019 	 매출 2조원 돌파
- 2021.10 유럽공장 2차 증설 착수
- 2022    넥센타이어 창립 80주년
- 2024.01 유럽공장 2차 증설 완료 및 가동

## 제품
넥센타이어는 승용차용, SUV용, VAN&소형 트럭용, 레이싱용 등을 생산하며, 주요 브랜드와 제품은 아래와 같다.
엔페라(N'FERA) 시리즈 
넥센타이어의 플래그십 브랜드로, 고성능 및 프리미엄 라인이다. 라틴어로 '질주'를 의미하는 ‘FERA’와 넥센의 ‘N’을 조합해 탄생한 이름이다. 대표 제품으로는 고성능 썸머타이어인 N'FERA Sport, 프리미엄 올시즌 컴포트 타이어인 N’FERA SUPREME S, N’FERA AU7 등이 있다. 레이싱 타이어로 국내외 모터스포츠 대회에 공급중인 N’FERA SS01, N’FERA SW01, N’FERA SUR4G 등도 있다.
신차용 타이어 장착 제조사 및 차종
[N'FERA Sport]
포르쉐(PANAMERA G3), 벤츠(E-CLASS), BMW(5-SERIES, X1, X1 CN, X3, X4, 1-SERIES/ 2-SERIES GT, 2-SERIES ACTIVE TOURER, 미니 5 DOOR/HATCH), 아우디(A3), 폭스바겐(GOLF), 현대(그랜저 후속, IONIQ6, 현대체코(코나 EV), 기아(EV6, K8), 세아트(LEON), 스코다(KAROQ)
[N'FERA Sport SUV]
포르쉐(CAYENNE), 현대(싼타페), 기아(EV9)
[N'FERA SUPREME S]
현대(그랜저 후속, 팰리세이드), 기아(EV3), 기아조지아(EV6)
[N'FERA AU7]
아우디(A3), 폭스바겐 (JETTA), 닷지(CHARGER), 현대(아이오닉6, 코나), 북경현대(소나타), 기아(K8), 기아차이나(K5)
[N'FERA Primus]
푸조(PARTNER), 시트로엥(BERLINGO, C3), 알파로메오(TONALE), 현대(캐스퍼 EV, 코나), 현대체코(코나 EV, 투싼), 기아(K8), 기아 멕시코(K4), 기아 슬로바키아(스포티지)
[N'FERA Primus QX]
코윈(FX12)
[N'FERA Primus QX EV]
리프모터스(New EV)
[N’FERA SU1 ]
스코다(SCALA, FABIA NF), 세아트(IBIZA), 현대(베뉴), 기아(쏘울)
[N’FERA RU1]
포르쉐(MACAN), 지프(COMPASS), 스코다(KODIAQ)
엔프리즈(N'PRIZ) 시리즈
저소음 기능에 특화되면서도 뛰어난 마일리지 성능과 합리적인 경제성을 갖춘 올시즌 타이어다. 이름에는 ‘찬사를 받을 만한 상품’이라는 의미가 담겨 있다. 대표 제품으로는 N’PRIZ AH8, N’PRIZ AH5 등이 있다.
신차용 타이어 장착 제조사 및 차종
[N'PRIZ AH8]
폭스바겐(JETTA), 현대(베뉴), 기아(K5, 쏘울, 모닝) 르노코리아(XM3), KG모빌리티(티볼리), 기아차이나(K3, PEGAS, KX1)
[N'PRIZ AH5]
기아(모닝)
[N'PRIZ CX]
북경현대(소나타, 링동), 기아차이나(K5, KX3), 호존(NEZHA V)
[N'PRIZ CX SH6]
기아차이나(쏘넷)
[N'PRIZ S]
현대(캐스퍼, 코나), 기아(니로, 니로PBV, 레이, 쏘울)
[N'PRIZ RH7]
지프(GRAND CHEROKEE), 미쓰비시(OUTLANER SPORT), 크라이슬러(PACIFICA), 르노코리아(QM6), KG모빌리티(코란도, 렉스턴, 렉스턴 스포츠, 토레스), 북경현대(쿠스토), VGV(U70), 기아차이나(ZHIPAO)
엔블루(N'BLUE) 시리즈 
친환경, 연비향상, 정숙성을 중심으로 설계된 타이어 라인업으로, 올시즌 및 여름용 타이어로 구성됐다. 유럽에서 주력으로 판매하고 있는 브랜드다.
신차용 타이어 장착 제조사 및 차종
[N'BLUE S]
아우디(A3), 폭스바겐(GOLF), 스코다(SCALA), 세아트(LEON), 현대(캐스퍼EV), 기아(니로)
[N'BLUE HD Plus]
스코다(FABIA NF), 세아트(IBIZA), 기아(모닝)
[N'BLUE 4 Season]
세아트(LEON)
[N'BLUE Eco]
리프모터스(T03)
윈가드(WINGUARD) 시리즈
겨울용 타이어 라인업으로, 눈길과 빙판길에서 뛰어난 성능을 발휘하도록 설계된 제품군이다.
주요 제품으로는 WINGUARD Sport 2, WINGUARD Snow'G 3, WINGUARD ice 3 등이 있다.
신차용 타이어 장착 제조사 및 차종
[WINGUARD Sport 2]
포르쉐(PANAMERA G3), 아우디(A6), 폭스바겐(GOLF)
[WINGUARD WT1]
이베코(DAILY)
로디안(ROADIAN) 시리즈
SUV, 픽업트럭 및 오프로드 차량에 최적화된 타이어 라인업으로, ROADIAN GTX 제품의 경우 국내 최고 수준의 마일리지 성능을 자랑한다. 도심형 SUV부터 험로 주행이 가능한 올터레인(AT) 및 머드터레인(MT) 타이어까지 다양한 모델을 갖추고 있다.
신차용 타이어 장착 제조사 및 차종
[ROADIAN ATX ]
지프(WRANGLER, GLADIATOR, RECON)
[ROADIAN ATX LT]
지프(WRANGLER, GLADIATOR)
[ROADIAN CTX]
피아트(DUCATO), 현대(스타리아, 스타리아 PBV, 스타리아 HEV)
[ROADIAN HTX]
지프(WAGONEER), 램(1500,3500), KG모빌리티(렉스턴 스포츠)
[ROADIAN HTX 2]
지프(WRANGLER, GLADIATOR)
[ROADIAN HTX RH5]
VGV(FP70)
마일캡(MileCap) 시리즈
택시나 랜터카, 기업의 업무용차 시장을 겨냥하는 영업용 타이어 브랜드로, 긴 마일리지를 내세우는 브랜드
신차용 타이어 장착 제조사 및 차종
[MILECAP 2]
북경현대(소나타 택시)

## 스포츠 스폰서십
넥센타이어는 흥아고무공업으로 출범한 이후 여러 차례 상호가 변경되면서 브랜드 인지도가 상대적을 낮은 편이었다. 따라서 인지도를 높이는 것이 중요한 과제였는데, 문제는 타이어가 일반적인 광고 효과가 크지 않은 저관여 제품이라는 점이었다. 이에 내부적으로 효과적인 마케팅 방식을 두고 많은 고민이 이어졌다.
그 결과 주요 소비층이 겹치고, 꾸준한 노출이 가능한 스포츠 마케팅이 유력한 후보로 떠올랐다. 경기 중계나 스포츠 이벤트를 활용하면 지속적인 브랜드 노출이 가능하고, 자연스럽게 소비자 인식 속에 브랜드를 각인시킬 수 있기 때문이다. 그렇게 넥센타이어의 스포츠 마케팅이 본격적으로 시작되었다.
야구
넥센타이어는 2009년부터 프로야구를 활용한 마케팅을 본격적으로 시작했다. 2009년 프로야구 포스트시즌 공식 후원사로 참여하면서 준플레이오프부터 한국시리즈까지 ‘넥센타이어 Man of the Match’ 시상을 진행했다.
당시까지만 해도 넥센타이어는 브랜드 인지도가 상대적으로 낮았던 터라, 보다 적극적인 브랜드 노출을 위해 프로야구 구단 스폰서십을 검토하기 시작했다. 그러던 중 마침내 적절한 팀을 발견했다. 바로 서울을 연고로 한 히어로즈였다.
히어로즈는 기존 대기업 중심의 운영 방식과 달리 ‘팀 스폰서’ 방식을 채택한 구단이었다. 쉽게 말해, 구단 자체적인 운영 자금이 부족해 기업 후원을 필수적으로 받아야 하는 구조였다. 하지만 2010년 시즌 개막을 앞두고도 메인 스폰서를 찾지 못해 재정난을 겪고 있었고, 이대로 가면 구단 운영에도 차질이 생길 수밖에 없었다. 반면 넥센타이어는 브랜드 인지도를 키울 수 있는 기회를 찾고 있었고, 스폰서 유치가 절실했던 히어로즈와 이해관계가 맞아떨어졌다.
넥센타이어는 히어로즈로부터 메인 스폰서십 참여 요청을 받고 이를 적극적으로 검토했다. 수개월간 협상을 진행한 끝에 2010년 2월, 프로야구 개막을 코앞에 두고 히어로즈와 메인 스폰서 계약을 체결했다. 이에 따라 구단 명칭도 ‘넥센 히어로즈’로 확정되었다. 계약 체결 이후 구단 운영이 안정되면서 선수들도 야구에만 집중할 수 있는 환경이 조성되었고, 자연스럽게 성적도 점차 향상되었다.
이후 넥센타이어는 단순한 구단 후원에 그치지 않고, 2012년에는 서울 잠실야구장에서 ‘넥센 한·일 프로야구 레전드 매치 2012’를 개최하며 국제적인 야구 이벤트까지 후원했다. 이 경기에는 한국과 일본을 대표하는 레전드 선수들이 출전해 야구팬들의 큰 관심을 받았으며, 이를 통해 넥센타이어의 브랜드 인지도도 더욱 강화되었다.
넥센타이어와 히어로즈의 동행은 2018년을 끝으로 마무리되었다. 넥센타이어는 공식 입장을 통해 "넥센히어로즈와 함께 많은 우여곡절을 겪었지만, 서로 간의 신뢰를 바탕으로 승리를 향해 함께 뛰고, 함께 웃으며 동반 성장이라는 시너지 효과를 만들어낼 수 있었다"고 밝혔다.
이처럼 야구 스포츠 마케팅을 통한 브랜드 인지도 제고에 집중해온 넥센타이어는 2024년에도 새로운 도전에 나섰다. 이번에는 미국 메이저리그 샌디에이고 파드리스(San Diago Padres)와 파트너십 계약을 체결했다. 파트너십을 통해 넥센타이어는 경기장 내 홈플레이트 및 외야 배너와 마운드를 통해 브랜드를 노출하고 있으며, 경기 중계 시 광고를 상영하고, 딜러 초청 행사 등 다양한 마케팅 활동을 전개하고 있다.
축구
넥센타이어가 처음부터 축구를 후원했던 것은 아니다. 원래는 모터스포츠와 프로야구를 중심으로 스포츠 마케팅을 전개했다. 특히 프로야구에서는 넥센 히어로즈라는 구단명을 내걸고 9년간 메인 스폰서를 맡으며 브랜드 인지도를 크게 높였다. 그런데 야구가 아무리 국내에서 인기 스포츠라고 해도, 글로벌 시장에서의 영향력은 축구에 비할 바가 아니었다.
넥센타이어는 2010년대부터 유럽을 포함한 글로벌 시장 공략을 본격화하면서, 자연스럽게 축구라는 스포츠에 눈을 돌리게 된다. 타이어라는 제품 특성상 브랜드 인지도가 곧 시장 점유율과 직결되는데, 축구는 세계에서 가장 많은 시청자를 보유한 스포츠였다. 특히 유럽과 남미, 중동, 동남아 등 넥센타이어가 공략하고자 하는 주요 시장에서 축구의 인기는 절대적이었다.
그렇다고 무작정 축구 후원을 시작한 것은 아니었다. 축구 후원도 어느 팀을 선택하느냐가 중요한 문제였다. 2011년, 넥센타이어는 먼저 독일 명문 축구클럽인 아인트라흐트 프랑크푸르트를 후원하며 유럽 축구 시장에 본격적으로 진출했다. 이 후원 계약은 2024년까지 지속되었으며, 독일 시장에서의 브랜드 인지도를 높이는 데 기여했다. 하지만 일반 대중들에게 가장 잘 알려진 후원 사례는 맨체스터 시티(Manchester City FC)와의 유니폼 소매 스폰서십이다. 참고로, EPL은 2017-18시즌부터 유니폼 소매 스폰서 제도를 처음 도입했는데, 넥센타이어는 최초 공식 스폰서 중 하나였다.
넥센타이어는 2015년부터 EPL에서 맨체스터 시티(Manchester City FC)와 손을 잡았다. 후원 이후 맨시티의 성적이 전성기를 달릴 정도로 엄청났는데, 펩 과르디올라 감독 체제에서 EPL을 씹어먹으며 계속 우승컵을 들어 올렸다. 덕분에 넥센타이어의 브랜드 역시 맨체스터 시티의 활약과 함께 자연스럽게 노출되었고, 글로벌 시장에서도 넥센이라는 브랜드가 축구팬들에게 익숙해졌다. 현재는 유니폼 소매 스폰서는 종료되었지만, 경기장 LED 광고 등으로 여전히 존재감을 드러내고 있다. 이런 후원 덕분에 EPL을 보는 팬이라면 한 번쯤 경기장에서 넥센타이어 로고를 봤을 정도로 마케팅 효과가 컸다.
2024년 12월에는 김민재 선수가 뛰고 있는 독일 분데스리가의 바이에른 뮌헨 FC(FC Bayern Munich)와도 파트너십을 체결했다. 이에 따라 바이에른 뮌헨의 홈구장 알리안츠 아레나의 전광판에 넥센타이어 브랜드가 등장하게 되었다. 이외에도 분데스리가 5개 구단에 LED 광고를 전개하는 등 비용대비 효과가 큰 스포츠 마케팅을 전개하며 브랜드 노출을 지속하고 있다.
이 선택도 전략적인데, 넥센타이어는 유럽에서만 연 매출 1조원 이상을 기록할 정도로 유럽 시장을 핵심 공략지로 삼고 있다. 맨체스터 시티를 통해 영국 시장에서의 입지를 다졌다면, 바이에른 뮌헨과의 협업은 독일 시장을 포함한 유럽 전역에서의 브랜드 인지도 강화를 위한 한 수였다. 특히 김민재 효과까지 더해지면서 국내 축구팬들에게도 상당한 주목을 받고 있는 후원이다.
또한 넥센타이어의 유럽 생산 기지가 있는 체코에서도, 현지 친화적인 마케팅 차원에서 퍼스트 리그의 SK 슬라비아 프라하를 후원 중이다. 공장이 있는 지역의 축구팀을 후원하는 방식은 지역 밀착형 마케팅으로도 평가받는다.
현재 넥센타이어가 후원하고 있는 주요 축구팀은 다음과 같다.
- 영국: 맨체스터 시티(Manchester City FC)
- 독일: 바이에른 뮌헨(FC Bayern Munich)
- 이탈리아: 유벤투스 FC(Juventus FC, 세리에 A)
- 체코: SK 슬라비아 프라하(SK Slavia Praha, 퍼스트 리그)
- 아랍에미리트(UAE): UAE 1부 리그의 알 나스르 SC(Al Nasr SC)
- 호주: 시드니 FC(Sydney FC) 남녀팀

국내에서도 축구 마케팅을 한 적이 있다. 2011년 12월, 넥센타이어는 홍명보 장학재단의 자선 경기를 후원하며 소외된 어린이들에게 꿈과 희망을 전하는 행사를 열었다.
이 경기에는 홍명보 감독, 안정환, 이천수 등 유명 선수들이 대거 참여했으며, 특히 3쿼터에서는 2002 한일 월드컵 태극전사들만 나와 당시 분위기를 그대로 재현했다. 월드컵 때 열광했던 팬들에게는 그야말로 추억 소환이었다.
경기 후 넥센타이어는 사회복지공동모금회를 통해 득점한 1골 당 자동차 한 대분(타이어 4개)을 기부하는 이벤트를 진행했다. 그 결과 총 100개의 타이어가 적립됐으며, 타이어 교체가 필요한 사회복지기관들에 전달됐다.
기타 스포츠 마케팅
넥센타이어는 축구, 야구, 모터스포츠 외에도 다양한 스포츠 후원을 통해 브랜드 인지도를 높였다. 미국 아이스하키 NHL 팀(애너하임 덕스, 시카고 블랙호크스, 뉴욕 레인저스)과 스폰서십을 체결하며 북미 시장에서의 브랜드 노출을 확대했다. 또한, 리투아니아 농구팀 잘기리스 카우나스(Žalgiris Kaunas)와 협업하며 농구 마케팅도 진행했다.
넥센타이어는 골프 마케팅에도 참여했다. KPGA 챌린지투어를 후원하고, 넥센-세인트나인 마스터즈  골프 대회를 주최하며 브랜드 가치를 높였다. 또한, 2022년에는 스노보드팀 ‘윈가드 스노보드팀’을 창단하며 동계 스포츠 저변확대에 기여하고 있다. 넥센 윈가드 스노보드팀과 연계한 유소년 유망주 후원 프로그램을 통해 사회공헌 활동도 전개한다. 한편, 넥센그룹 지주회사격인 ㈜넥센은 골프 브랜드 세인트나인 브랜드를 운영하며 골프공, 의류 등을 제조하고 있다.

## 모터스포츠 파트너십
넥센타이어는 타이어 기업이라는 특성을 살려 모터스포츠 대회에 레이싱 타이어 공급과 모터스포츠 대회 개최를 적극적으로 추진했다. 모터스포츠 불모지였던 대한민국에서 타이어 제조기업으로서의 사명감과 책임감을 가지며 국내 모터스포츠 발전을 위해 노력하고있다.
2006년, 국내 타이어업계 최초로 RV 및 SUV 차량을 대상으로 한 ‘넥센타이어 RV 챔피언십’을 개최하며 본격적인 모터스포츠 마케팅에 나섰다. 이후 2012년에는 승용차 부문을 추가하고 대회 명칭을 ‘넥센타이어 스피드레이싱’으로 변경하면서 국내 최대 규모의 아마추어 레이싱 대회로 자리 잡았다.
2023년부터는 넥센타이어와 삼성물산 리조트 부문이 공동으로 주최하는 ‘넥센타이어 스피드웨이 모터 페스티벌’을 개최하고 있다. 넥센타이어 스피드웨이 모터 페스티벌은 대한자동차경주협회(KARA)가 공인하는 대회로, 아마추어 레이싱 선수들뿐만 아니라 트랙 드라이빙을 즐기는 일바인, 드라이빙 아카데미가 필요한 서킷 드라이빙 입문자, 자동차 동호회 및 일반 가족단위 마니아들에게 서킷 체험과 다양한 프로그램을 제공한다.
또한, 넥센타이어는 국내 최정상 모터스포츠 대회인 ‘슈퍼레이스’에도 2009년부터 타이어를 공급하며 적극적으로 참여하고 있다. 2024년 기준, ‘슈퍼레이스 챔피언십’의 최상위 종목이자 국내 최정상 클래스인 ‘슈퍼 6000’에서 서한GP, 오네 레이싱, 원 레이싱 팀에 레이싱용 슬릭 타이어인 엔페라 SS01(DRY), 엔페라 SW01(WET)을 공급 중이다.
넥센타이어는 복수의 타이어 제조사(넥센, 한국, 금호)가 참여하는 슈퍼6000 클래스에 2021년 개막전에서 레이싱 전용 타이어를 공급하며 첫 참가에 깜짝 우승을 달성한 바 있다.   (국내 경쟁 타이어 제조사(한국, 금호)가 2008년부터 레이싱 전용타이어를 공급하며 타이어 기술 축적과 성능 육성을 10년 이상이나 해온 클래스에서 최초 참가에 우승을 했다는 것은 대단한 기록이다)
개막전 우승 이후 넥센타이어의 프리미엄 브랜드 ‘엔페라’의 브랜드 네이밍을 활용한 타이어 제조사 소속의 워크스 레이싱팀인 ‘엔페라 레이싱팀’ 을 2021년 시즌 중 창단하여 2022년까지 운영하였다. 2023년부터는 타이어 제조사 소속의 워크스팀을 더 이상 운영하지 않고, 레이싱팀과 파트너십을 강화하며 레이싱 타이어 공급에 대한 기술개발 및 성능육성에 더 주력하고 있다.
2022년, 슈퍼6000 클래스에서 ‘챔피언십’ 타이틀이 기존의 ‘드라이버 챔피언’, ‘팀 챔피언’에서 ‘타이어 제조사 챔피언’이 추가 신설되며 타이어 제조사 간의 경쟁 또한 하나의 흥미 넘치는 관람 요소가 되었다. 넥센타이어는 2023년 서한GP, CJ로지스틱스 레이싱(오네레이싱), 넥센-볼가스 모터스포츠에 타이어를 공급하며 시즌 막바지까지 금호타이어와의 치열한 경쟁 끝에  ‘타이어 제조사 챔피언’ 타이틀을 처음으로 차지하게 되었다.
2024년에는 시즌을 이탈한 넥센-볼가스 모터스포츠 팀을 대신하여, 원 레이싱과 파트너십을 체결하여 타이어를 공급하게 되었고, 기존의 서한GP, 팀 명이 변경된 오네 레이싱과 호흡을 맞추며 글로벌 탑 타이어 제조사인 미쉐린 타이어와 시즌 경쟁을 하였고, 시즌 중간에 미쉐린 타이어보다 더 많은 포인트를 획득 하며 ‘타이어 제조사 챔피언’을 2년 연속으로 거머쥐었다.
(타이어 제조사 챔피언: ‘22년(한국타이어), ‘23년(넥센타이어), ‘24년(넥센타이어))
‘슈퍼레이스 챔피언십’ 대회에서 괄목할만한 성적을 보인 슈퍼6000 클래스 외에도 고성능 BMW M2, M3, M4 레이스 차량으로 경기를 진행하는 ‘BMW M’ 클래스에 N’FERA SUR4G를 2018년부터 8년연속 독점 공급을 하고 있다. (2018 ~ 2025 공급 중)
고성능 스포츠 타이어로써 서킷을 주행하는 선수들에게나, 세미프로, 동호인 에게 많은 사랑을 받고 있는 N’FERA SUR4G 타이어는 ‘BMW M’ 클래스에 공급한 이후 현대자동차가 주최하는 ‘현대N페스티벌’의 N2/NTT 클래스에도 2023년부터 공식 타이어 공급사로 참여하고 있다. N2/NTT 클래스는 고성능 퍼포먼스 모델인 ‘아반떼 N’ 차량으로 경기하는 클래스로, 현대N페스티벌에서 가장 많은 출전 대수를 자랑하는 대표적인 클래스이다.
또한 넥센타이어는 현대자동차의 고성능 전기차 모델인 ‘아이오닉 5N’ 차량으로 시합하는 ‘EN1’ 클래스에 레이싱 전용 타이어 N’FERA SS01(DRY), N’FERA SW01(WET)을 2024년부터 공급중이다. EN1 클래스 또한 슈퍼6000처럼 복수의 타이어 제조사가 참여하는 클래스로, 아이오닉 5N의 레이스 전용 모델 ‘아이오닉 5N Cup Car’ 전기차량으로 레이스를 하는 대회이다.
그 외에도, 독일 ‘뉘르부르크링 내구레이스 시리즈(Nürburgring Langstrecken -Serie & 24Hours)’에 레이싱 전용 타이어 N’FERA SS01(DRY), N’FERA SW01(WET)를 2019년부터 공급하고 있다. 50여년의 전통의 역사를 자랑하는 독일 NLS 내구레이스 대회의 서킷은 약 25km로 이루어져 있고, 총 170개의 코너로 구성되어 있다. 그렇기에 험난한 지형과 고저차, 그리고 급격한 코너로 인해 서킷에서의 주행 기록은 타이어와 차량의 성능을 나타내는 하나의 지표가 되고 있다. 넥센타이어는 현재 포르쉐 카이맨 레이스 차량으로 ‘V6’ 클래스에 ‘아드레날린 모터스포츠’ 팀에 레이싱 타이어를 공급하고 있다.

## 같이 보기
- 한국타이어앤테크놀로지
- 금호타이어